# Seznam čestných občanů města Police nad Metují
Seznam čestných občanů města Police nad Metují je chronologický seznam osobností, které obdržely titul Čestné občanství města Police nad Metují.
| Jméno                                        | Udělení                          | Povolání, popis zásluh |
| -------------------------------------------- | -------------------------------- | --- |
| František Palacký (1798–1876)                | 10. května 1861                  | český historik, politik, filozof |
| František Ladislav Rieger (1818–1903)        | 10. května 1861                  | český politik a publicista |
| Václav Vladivoj Tomek (1818–1905)            | 10. května 1861                  | historik, politik a pedagog, autor monografie „Příběhy kláštera a města Police nad Medhují“, Policko pro něj bylo druhým domovem, z Police pocházela jeho manželka a měli zde i svatbu.                                                         |
| Jan Nepomuk Rotter (1807–1886)               | 8. prosince 1869                 | dlouholetý opat břevnovsko-broumovského benediktinského kláštera, první infulovaný zemský prelát Království českého, biskupský rada, člen rakouské panské sněmovny; jako ocenění zásluh o obec Polici, k 25. výročí trvání jeho opatského úřadu |
| Antonín Hausmann (1808–1885)                 | 1. května 1873                   | učitel v Polici nad Metují (od 1826), po 47 letech učitelské služby při odchodu z Police |
| Coelestin Jeřábek (1802–1879)                | 2. září 1877                     | benediktin, inspektor polického klášterního velkostatku; pro jeho mnohé zásluhy o chudinu polickou |
| František Pášma (1847–1899)                  | 19. března 1897                  | Obchodník s koloniálním zbožím, starosta města v letech 1885–1891 a 1895–1899, uděleno u příležitosti jeho 50. narozenin, za „jeho upřímné snahy o prospěch a blaho obce“                                                                       |
| Vilém Pelly st. (1849–1949)                  | 30. listopadu 1899               | průmyslník (majitel a zakladatel textilních továren (pozdější VEBA), výrobny lihových nápojů, cihelen, zemědělských statků), starosta města po tři funkční období, mecenáš, rodák z Police nad Metují                                           |
| Alois Jirásek (1851–1930)                    | 9. srpna 1901                    | spisovatel a pedagog, „za zásluhy, jichž co spisovateli dlužno mu přiznat, u příležitosti jeho 50-tých narozenin.“ |
| Josef Bernhard (1848–1909)                   | 12. května 1902                  | profesor matematiky a fyziky, od roku 1892 ředitel gymnázia na Královských Vinohradech; přičinil se o zřízení dívčí měšťanské školy v Polici |
| Jiří Kristián Lobkowicz (1835–1908)          | 1905                             | šlechtic, prezident zemského sněmu (nejvyšší zemský maršálek) v letech 1883–1907; za své zásluhy o českou samosprávu |
| Tomáš Garrigue Masaryk (1850–1937)           | 6. března 1935                   | politik, první prezident Československa, pedagog, filozof, u příležitosti jeho 85. narozenin |
| Alexander Jakovlevič Grečišnikov (1899–1959) | 4. října 1945                    | kapitán Rudé armády, v květnu 1945 vytvořil na Policku partyzánskou skupinu |
| Klement Gottwald (1896–1948)                 | 22. listopadu 1948 (in memoriam) | komunistický politik, prezident |
| Josef Brožek (1913–2004)                     | 20. srpna 1992                   | psycholog, antropolog, jeden ze zakladatelů nutriční antropometrie; čestný doktor Masarykovy univerzity, v Polici nad Metují žil v letech 1921–1929                                                                                             |
| Josef Hauk (1936)                            | 14. prosince 2016                | podnikatel a místostarosta v Polici nad Metují |
| Marie Svatošová (1942)                       | 14. prosince 2016                | lékařka, spisovatelka, publicistka a zakladatelka a vůdčí osobnost hospicového hnutí. V roce 2002 převzala Řád za zásluhy v rozvoji hospicové péče v ČR.                                                                                        |
| Miroslav Pichl (1941–2016)                   | 14. prosince 2016                | spisovatel, autor prací z dějin Police nad Metují a okolí |
| Bohuslav Strauch (1929–2017)                 | 3. listopadu 2017 (in memoriam)  | vysokoškolský pedagog, spoluzakladatel polického Skautu, věnoval se dění na Broumovsku, Policku a Náchodsku |
| Hanuš Wihan (1855–1920)                      | 22. dubna 2022 (in memoriam)     | český violoncellista a hudební pedagog, rodák z Police nad Metují |